# プレジデント社
株式会社プレジデント社（プレジデントしゃ）は、ビジネス雑誌を主に刊行する出版社。
一ツ橋グループに属する。1963年に創立され、日本初の海外提携誌「プレジデント」を創刊。また、主にビジネス書で、『企業参謀』『成功はゴミ箱の中に』『ワーク・シフト』など、ベストセラーを多数出している。

## 雑誌「プレジデント」

### 主な連載
- スペシャルレポート
- クローズアップニッポン
- ビジネススクール流知的武装講座
- 職場の心理学
- ハーバード式仕事の道具箱
- 大前研一の「日本のカラクリ」
- ジャック・ウェルチのビジネス問答
- 経営時論
- マーケットの読み方
- 松井秀喜の「大リーグ日記」
- 人に教えたくない店
- 仕事に使える技術の話
- 世のなか法律塾
- 元気なカラダ入門

ビジネスマンの健康管理に関するコーナー。
- プレジデント言行録

その号の取材で得られた「ビジネスの金言」。本文中にも記載される。
- 本の時間

最近刊行された書籍に関する書評。

## 雑誌「プレジデントファミリー」
家庭をテーマとした季刊誌。3・6・9・12月の5日に発売。
子供の教育やライフスタイルの記事に力を入れているとされるが、中学受験を乗り越えるためのメンタル面のテクニックや、子供の将来の進路、中高一貫校あるいは全国的に知られる成績上位高校に在籍する生徒の学習法などを取り上げる記事が多く、専ら中学受験に備える親を読者対象としている。表紙のモデルはほとんどがスポーツないし科学・文化の分野で全国屈指の経歴を持ち合わせるスーパー小学生やスーパー中学生であり、巻頭で彼らの日常生活をルポした記事が組まれている。
2005年にプレジデントの別冊として創刊し、Vol.1、Vol.2と続いたが、2006年9月号（2006年7月18日発売）より月刊化した。毎月18日に発売。号数は2ヶ月前倒しで、たとえば1月18日には3月号が発売される。
2014年5月号（2014年3月18日発売）をもって月刊誌を終了。2014年夏号（2014年6月5日発売）から季刊誌となった。
競合誌として、「edu」（エデュー、小学館の育児教育雑誌）が挙げられる。

## 雑誌「dancyu（ダンチュウ）」
dancyu（ダンチュウ）は美食探訪を取り上げるグルメ雑誌。毎月6日発売。雑誌名は「男子厨房に入るべからず」に由来。名付け親は創刊当時の社長・本多光夫（諸井薫）。
1990年12月に、1991年1月号として創刊。
春先に人気企画である日本酒関連、夏にはカレー特集を組むことが多い。2015年12月号時点でのメイン特集テーマランキングでも1位がカレー（20回）、2位が日本酒（17回）となっている。
2018年11月20日にwebメディア「dancyu」をスタート。web編集長は江部拓弥。

### 関連番組
テレビ
- 日本一ふつうで美味しい植野食堂 by dancyu（2020年10月5日 - 、BSフジ、毎週月-金曜19:00-19:30） - 店主・植野広生（「dancyu」編集長）[注釈 1]

ラジオ
- 食べるラジオ danyu × TOKYOFM（2020年7月4日 - 、TOKYO FM、毎週土曜日19:00-19:30 → 毎週日曜日24:30-25:00） - DJ：植野広生[注釈 2][4]

## 雑誌「プレジデント ウーマン」
毎月発売。プレジデントの女性向け雑誌。

## 雑誌「七緒」
2004年秋に刊行した「着物の季刊誌」。3・6・9・12月の毎7日に刊行。
着物を身近に感じてもらえるようにという“今の時代”の空気を映した着物の魅力を伝える雑誌。

## その他の出版物
ビジネス系を中心とした単行本などの編集・発行を行っているほか、毎日新聞社からゴルフ雑誌アルバトロス・ビュー（編集・発行は株式会社ALBAが担当。なお、プレジデント社の社長は、株式会社ALBAの社外取締役を務めている）の発売元の権利を譲り受け、それの発売元になっている。

## 関連人物
- 長田貴仁